# Lexingtonia
Lexingtonia é um género de bivalve da família Unionidae.
Este género contém as seguintes espécies:
- Lexingtonia dolabelloides
- Lexingtonia subplana